# Апастово
Апастово (на руски: Апастово; на татарски: Апас) е селище от градски тип, административен център на Апастовски район, Татарстан. Населението му през 2010 година е 5088 души.

## Население
| Динамика на населението | Динамика на населението | Динамика на населението | Динамика на населението | Динамика на населението | Динамика на населението |
| 1959                    | 1970                    | 1979                    | 1989                    | 2002                    | 2010                    |
| ----------------------- | ----------------------- | ----------------------- | ----------------------- | ----------------------- | ----------------------- |
| 2002                    | 2363                    | 2917                    | 3903                    | 4566                    | 5088                    |